# Talassaari (ö i Birkaland, Övre Birkaland, lat 62,20, long 23,97)
Talassaari är en ö i Finland. Den ligger i sjön Kauhaselkä och i kommunen Virdois i den ekonomiska regionen  Övre Birkalands ekonomiska region  och landskapet Birkaland, i den sydvästra delen av landet, 230 km norr om huvudstaden Helsingfors. Öns area är 0,5 hektar och dess största längd är 120 meter i nord-sydlig riktning.